# Дест
Дест (нід. Deest) — село в нідерландській провінції Гелдерланд. Входить до муніципалітету Дрютен. Перша згадка про населений пункт датується 814-им роком.

## Галерея

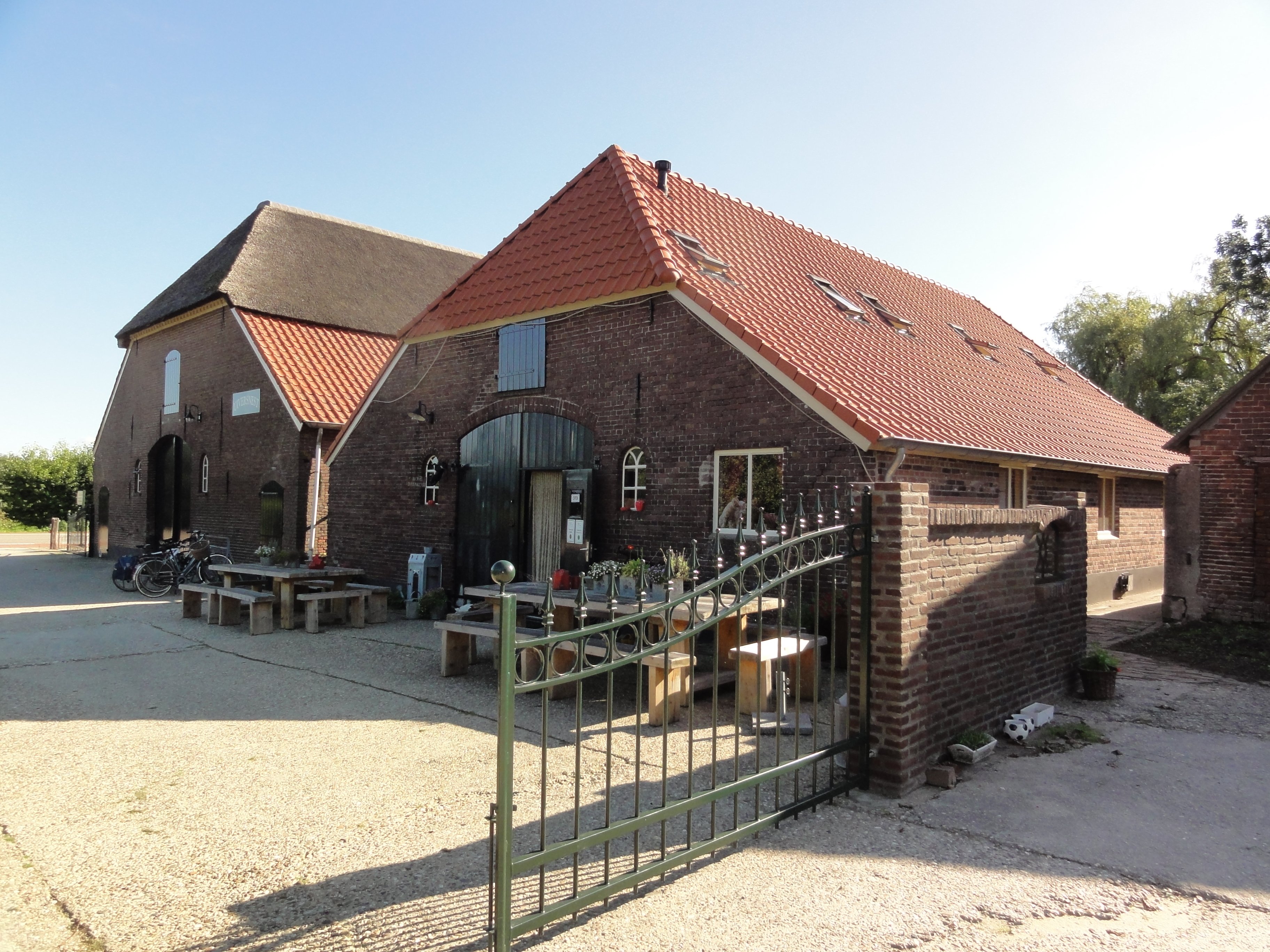
Сарай
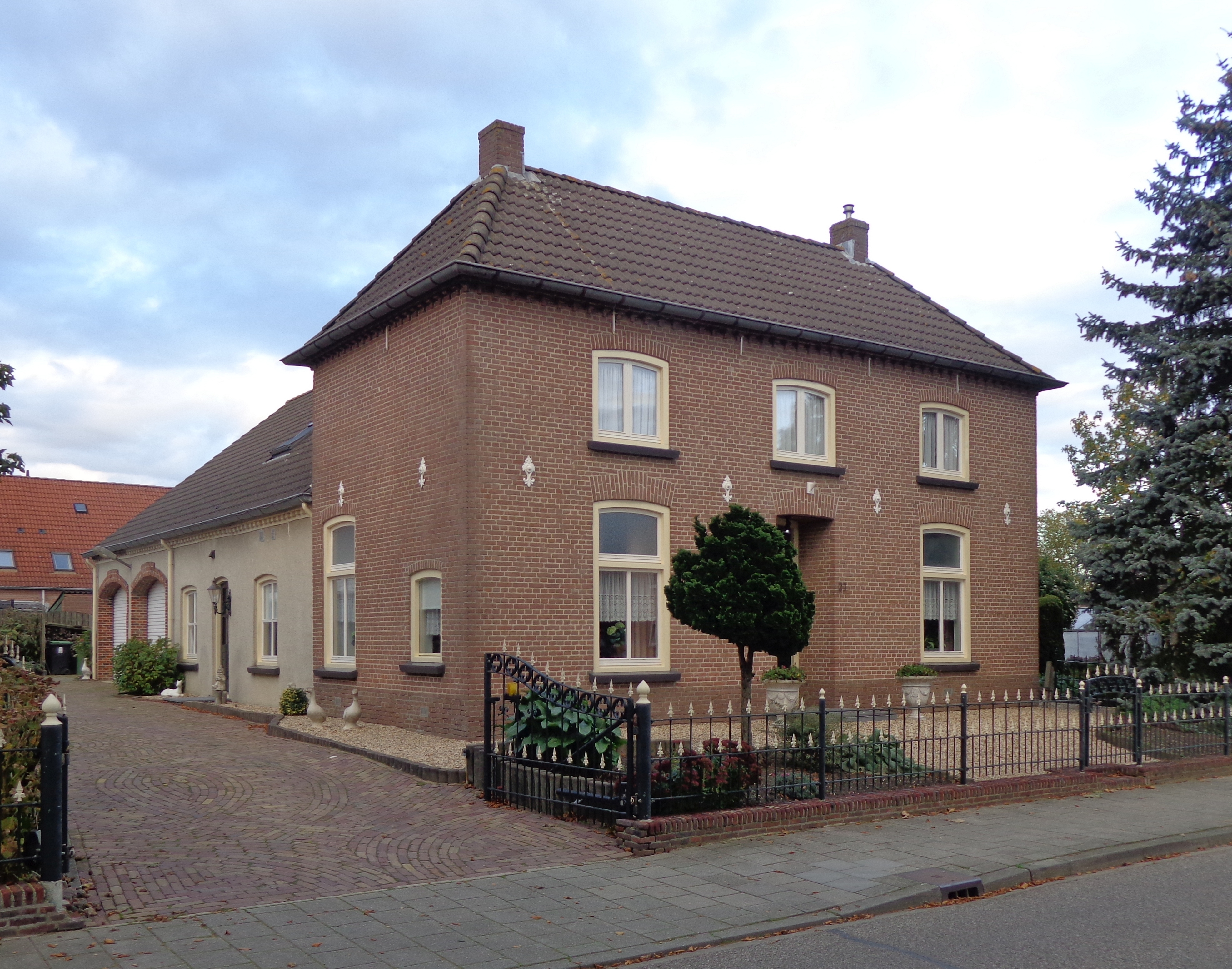
Будинок
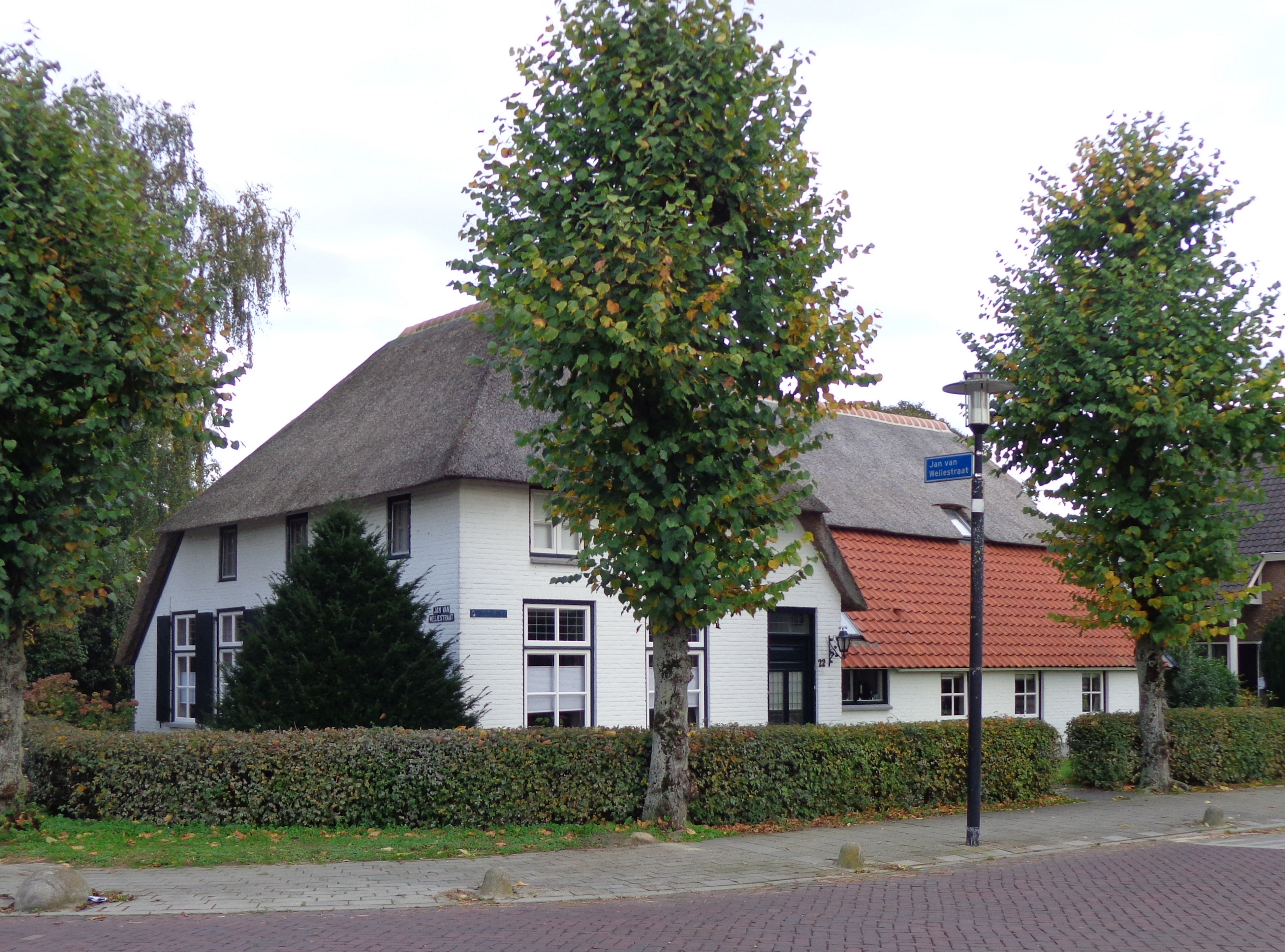
Ферма
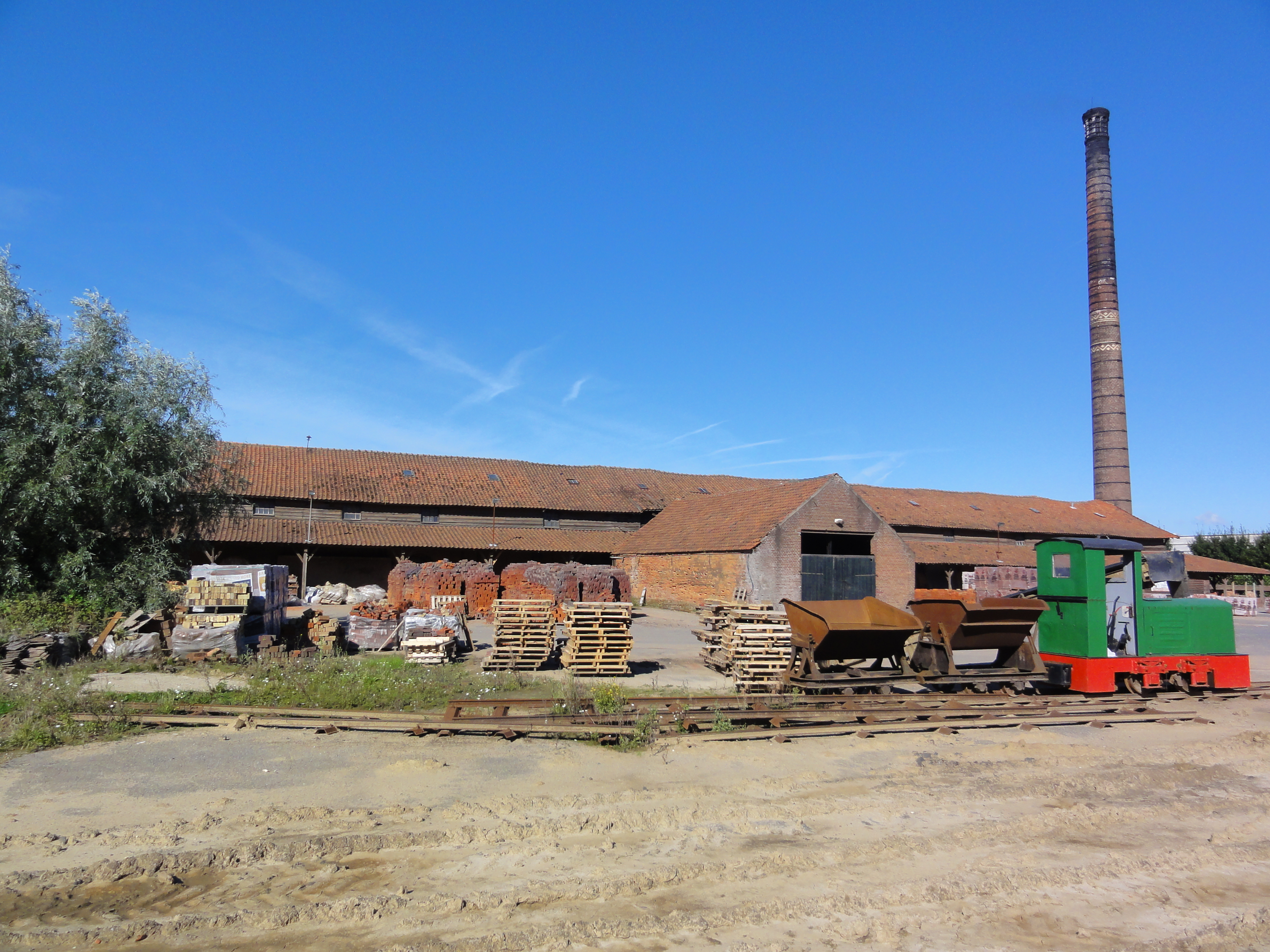
Цегляне виробництво